# Канцона
Канцона е полифоничен жанр за клавишни инструменти (орган, клавесин) или за инструментален ансамбъл, разпространен в музиката през 17 век.